# Adrien Dauzats
Adrien Dauzats (Burdeos, 1804-París, 1868) fue un pintor y grabador francés.

## Biografía

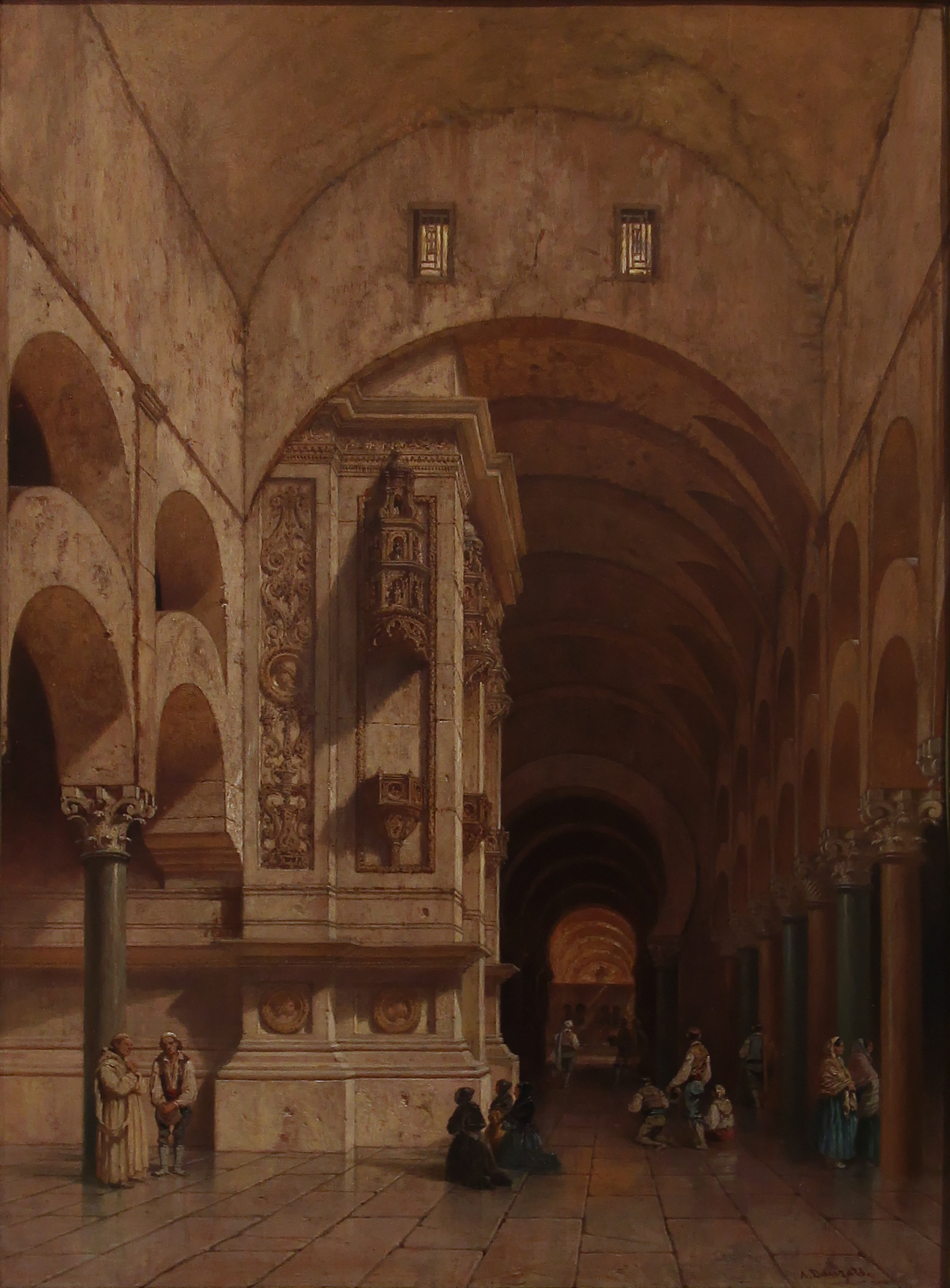
Interior de la mezquita de Córdoba (Museo Goya)

Nacido en Burdeos en 1804. Se dedicó a la pintura de paisaje y de género. Dauzats, que fue discípulo de Gué, viajaría por Francia, España, Egipto y Palestina, etapa que sirvió para ilustrar libros como Voyages pittoresques et romantiques de l'ancienne France (1820-1863), Voyage pittoresque en Espagne, en Portugal et sur la côte d'Afrique, de Tanger à Tétouan (1826-1832) y La Syrie, l'Egypte, la Palestine et la Judée (1835-1839), entre otros. También cultivó la litografía. Falleció en París en 1868.